# Katowicki Skład Neonów
Katowicki Skład Neonów (KSN) – muzeum, galeria świetlnych reklam neonowych nieistniejących już obiektów, znajdująca się w Strefie Centralnej czyli w Centrum Kultury Katowice.

## Historia
Celem muzeum jest gromadzenie i prezentowanie zebranych reklam. Pierwotnym pomysłodawcą stworzenia muzeum był Dominik Tokarski ze Stowarzyszenia Moje Miasto. Neonowe reklamy zostały uratowane z wysypisk śmieci oraz uzyskane w drodze negocjacji od właścicieli obiektów, na których się kiedyś znajdywały. Oficjalne otwarcie placówki nastąpiło 31 października 2013 roku i od tej pory neony można oglądać codziennie od 9 do 21, włączane są od około godziny 17.

## Zbiory
W galerii zostały zgromadzone m.in.: napis „Katowice”, który został zdjęty ze starego dworca PKP w Katowicach, napis „Aria”, który widniał na jednym z sosnowieckich hotelów oraz napis „Rejon Bożedary”. Najstarszy neon prawie 40-letni pochodzi z kina Millenium. Gromadzenie i renowacja reklam świetlnych trwała około dwa lata, a inicjatorzy mieli wiele trudności z zebraniem i odnowieniem reklam, ponieważ jest to bardzo kosztowne. Od powstania składu udało im się zebrać jeszcze kilka świetlnych reklam. Obecnie w Katowickim Składzie Neonów znajduje się około 18 eksponatów.

## Wystawy

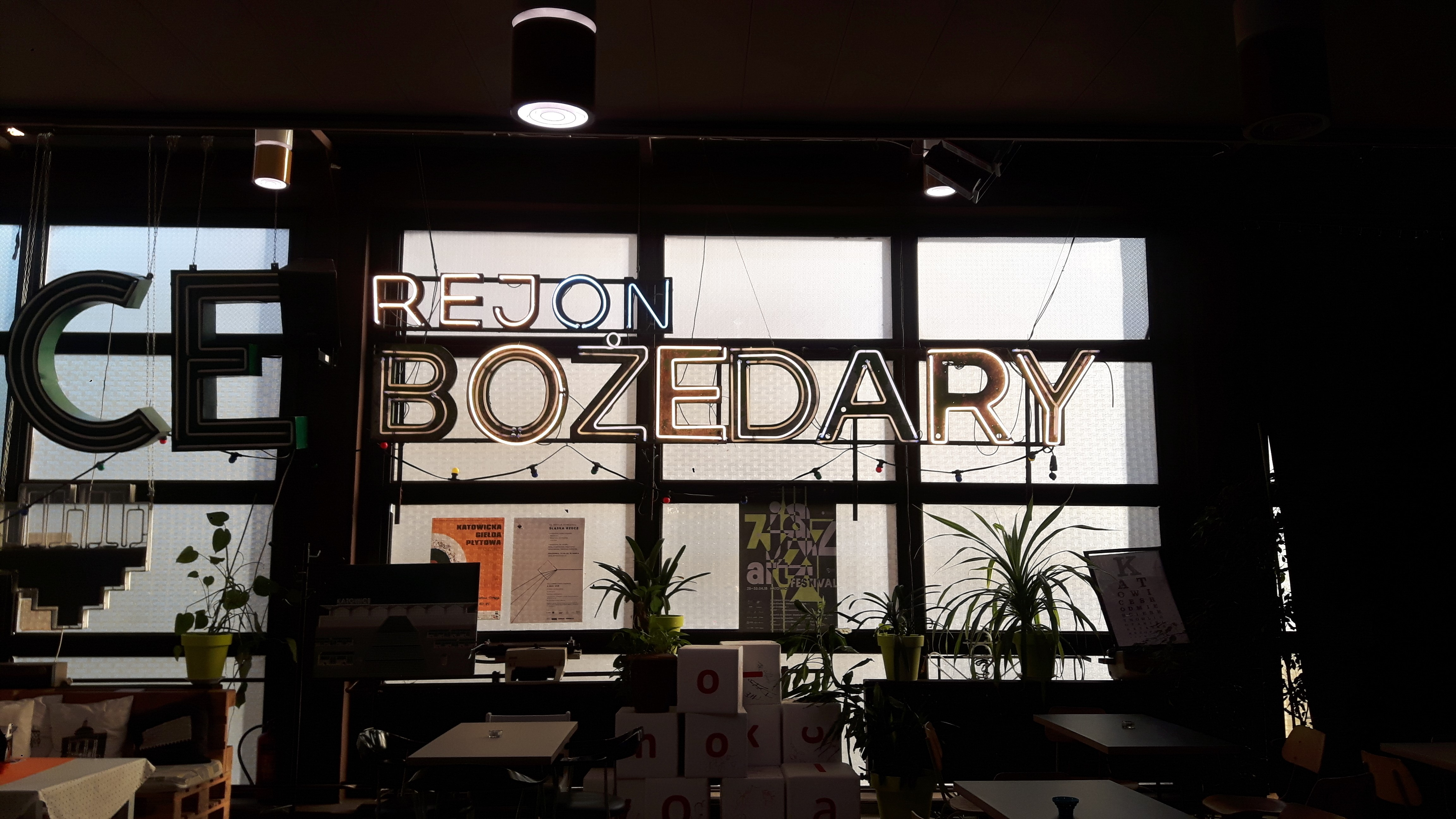

W 2014 roku w ramach projektu towarzyszącego XVI Ogólnopolskiemu Sztuki Reżyserskiej Interpretacje neony z KSN zawisły w centrum Katowic oraz na specjalnej konstrukcji na placu Szewczyka. Tego samego roku odbyło się wydarzenie „Katowicki Skład Neonów – Odsłona II”, na którym zaprezentowano dwa neony. Odtworzony na bazie dokumentacji technicznej czajnik z Herbaciarni Randia oraz napis Katowice ze starego dworca PKP.